# Samtgemeinde Salzhausen
Die Samtgemeinde Salzhausen wurde durch die Gebietsreform im Jahr 1972 gegründet. Die Samtgemeinde hat eine Flächengröße von 14.815 ha. Sie liegt etwa 40 km südlich der Metropolregion Hamburg im Landkreis Harburg im nordöstlichen Niedersachsen. Die Samtgemeinde besteht aus acht Mitgliedsgemeinden mit insgesamt 13 Ortschaften. Sie ist eine überwiegend ländliche Gebietskörperschaft, geprägt von Landwirtschaft, Handels-, Gewerbe- und Dienstleistungsbetrieben.

## Samtgemeindegliederung
Die Mitgliedsgemeinden der Samtgemeinde Salzhausen sind:
1. Eyendorf
2. Garlstorf
3. Garstedt
4. Gödenstorf, mit dem Ortsteil Lübberstedt
5. Salzhausen, mit den Ortsteilen Luhmühlen, Oelstorf und Putensen
6. Toppenstedt, mit dem Ortsteil Tangendorf
7. Vierhöfen
8. Wulfsen

## Politik

### Samtgemeinderat
Der Rat der Samtgemeinde Salzhausen besteht aus 30 Ratsfrauen und Ratsherren. Dies ist die festgelegte Anzahl für eine Gemeinde mit einer Einwohnerzahl zwischen 12.001 und 15.000 Einwohnern. Die Ratsmitglieder werden durch eine Kommunalwahl für jeweils fünf Jahre gewählt. Neben den 30 in der Samtgemeindewahl gewählten Mitgliedern ist außerdem der hauptamtliche Bürgermeister im Rat stimmberechtigt.
Die vergangenen Samtgemeindewahlen ergaben folgende Sitzverteilungen:
| Wahljahr | CDU | SPD | UWG | Grüne | FDP | AfD | Gesamt   |
| 2021     | 9   | 6   | 6   | 5     | 2   | 2   | 30 Sitze |
| 2016     | 11  | 8   | 7   | 3     | 1   | -   | 30 Sitze |
| 2011     | 11  | 8   | 6   | 4     | 1   | -   | 30 Sitze |

### Samtgemeindebürgermeister
Aktueller Samtbürgermeister ist Jens Köster. Er löste seinen Vorgänger Wolfgang Krause am 1. Januar 2025 ab.

### Wappen
Blasonierung: In Gold eine schwarz umrandete goldene eingebogene Spitze mit einem roten Turm mit blauem Dach, links ein schwarzes Mühlenrad mit zwölf Speichen und rechts ein schwarzes steigendes Ross.

### Städtepartnerschaft
Es besteht eine Partnerschaft mit der polnischen Gemeinde Biały Bór.

## Wirtschaft und Infrastruktur

### Bildung
Grundschulen befinden sich in Eyendorf, Garstedt und in Salzhausen. Eine Oberschule sowie ein inzwischen vierzügiges Gymnasium sind in Salzhausen.

### Kindergärten
Es befinden sich Kindergärten in Toppenstedt, Eyendorf, Salzhausen, Vierhöfen, Garstedt, Gödenstorf und Wulfsen. In den Kindergärten Toppenstedt und Eyendorf gibt es Integrationsgruppen. Insgesamt werden damit rund 400 Vormittags-Plätze in Anspruch genommen.